# Max Husmann
Max Husmann (* 9. März 1888 in Proskurow, Ukraine; † 19. Februar 1965 in Rom, Italien) war ein Schweizer Friedensvermittler und Pädagoge, der mitgeholfen hat, die Operation Sunrise in die Wege zu leiten und zu dirigieren. Diese Geheimverhandlungen (die auch Crossword genannt wurden) führten 1945 zur vorzeitigen Kapitulation der deutschen Truppen in Italien, womit das Ende des Zweiten Weltkriegs eingeläutet wurde.
Den Krieg zu beenden war eine monumentale Aufgabe, insbesondere wegen der Zähigkeit und Loyalität der deutschen Offiziere, die auch angesichts der drohenden katastrophalen Niederlage unerbittlich weiterkämpften. Max Husmann war massgeblich daran beteiligt, hochrangige Offiziere der Wehrmacht und der SS davon zu überzeugen, trotz Hitlers Befehlen auf eine Kapitulation der deutschen Truppen hinzuarbeiten. Ausserdem leistete er einen entscheidenden Beitrag dazu, dass die Operation in den schwierigen Monaten des Frühlings 1945 weitergeführt wurde und auf Kurs blieb.
Max Husmann war ursprünglich Pädagoge. 1926 gründete er ausgehend von seiner festen Überzeugung, dass Bildung zum Aufbau einer toleranteren und friedlicheren Welt beitragen kann, das Institut Montana: ein Internat in auf dem Zugerberg in der Schweiz.

## Biografie
Max Husmann wurde in Proskurow in der heutigen Ukraine geboren. Als er zehn Jahre alt war, emigrierte seine Familie, möglicherweise aufgrund ihrer jüdischen Wurzeln, in die Schweiz. Die Husmanns liessen sich in Zürich nieder, wo Max die Maturität erlangte und danach an der ETH Mathematik studierte. 1915 erwarb er an der Universität Zürich einen Doktortitel. Max Husmann, der sich sein Studium teilweise mit Privatunterricht finanziert hatte, gründete danach eine Privatschule, die sich später mit dem Institut Minerva zusammenschloss und in der er Studierende für eine Aufnahme in die ETH vorbereitete.
1925 kaufte Husmann das ehemalige Grand-Hôtel Schönfels auf dem Zugerberg mit Blick über den Zugersee, um dort eine Schule aufzubauen. Ein Jahr später wurde das Institut Montana eröffnet und 1937 durch den Erwerb des nahegelegenen Hotels Felsenegg ausgebaut. Diese Expansion ermöglichte den Bau von Sportanlagen und eines Schwimmbades sowie die Einrichtung von wissenschaftlichen Labors und Ateliers. 1938 waren fast 300 Knaben im Internat eingeschrieben.
Das Institut Montana überstand die Kriegsjahre nur knapp. Die Schule musste nicht nur einen drastischen Rückgang der Schüler- und Lehrerzahlen hinnehmen. Ebenso wurde ein Grossteil ihrer Gebäude zur Unterbringung von Soldaten und Flüchtlingen in Anspruch genommen. 1946 übertrug Husmann das Tagesgeschäft an Dr. Josef Ostermayer und rief gleichzeitig die Dr. Max Husmann-Stiftung ins Leben, um die Grundsätze zu wahren, nach denen er seine Schule aufgebaut hatte. Einen Grossteil seines restlichen Lebens verbrachte er in Rom, wo er 1965 an Arteriosklerose starb. Max Husmann wurde in Zug beigesetzt.

## Husmann als Friedensvermittler
Im Februar 1945 nahm ein italienischer Baron namens Luigi Parrilli Kontakt mit Max Husmann auf und informierte ihn über einen angeblichen Plan der Deutschen, Norditalien dem Erdboden gleichzumachen: Sollten die Truppen der Wehrmacht durch die vorrückenden alliierten Streitkräfte zum Rückzug gezwungen werden, hätten sie den Befehl, Landwirtschaft, industrielle Einrichtungen und Häuser zu zerstören. Parrilli behauptete aber auch, er habe Kontakte zu deutschen Offizieren, die bereit wären, über eine Kapitulation zu verhandeln und diese Katastrophe zu verhindern. Husmann gab diese Informationen an Major Max Waibel vom schweizerischen Nachrichtendienst weiter, mit dem er bereits zusammengearbeitet hatte und freundschaftliche Beziehungen pflegte. Waibel seinerseits kontaktierte Allen Dulles, den Leiter des Büros des amerikanischen Geheimdienstes OSS in Bern, der den neutralen Status der Schweiz nutzte, um in aller Diskretion von dort aus tätig zu sein.
Husmanns Rolle in der Operation Sunrise war teilweise logistischer Art. So traf er sich mit den deutschen Verhandlungspartnern Guido Zimmer, Eugen Dollmann und Obergruppenführer Karl Wolff und begleitete sie auf ihren geheimen Reisen von der schweizerisch-italienischen Grenze an Treffen in Lugano, Ascona, Zürich und Luzern. Er war aber auch massgeblich in Verhandlungen involviert, dank denen es den deutschen und den alliierten Beteiligten gelang, eine gemeinsame Basis für konstruktive Diskussionen zu finden. Max Waibel beschrieb in seinem Bericht mehrere entscheidende Phasen der Operation Sunrise, in denen Husmanns argumentative Fähigkeiten der Schlüssel waren, um Gespräche voranzubringen, die ansonsten ins Stocken geraten und wohl gescheitert wären.
Eine wichtige Episode war laut Waibel die Reise von Wolff nach Zürich, wo dieser erstmals mit Allen Dulles zusammentreffen sollte. Husmann begleitete die deutsche Delegation im Zug quer durch die Alpen und sorgte dafür, dass die Anwesenheit der hochrangigen Nazi-Offiziere auf dem neutralen Territorium der Schweiz unentdeckt blieb. In seinem Bericht liefert Waibel eine detaillierte Beschreibung des Gesprächs zwischen dem Obergruppenführer und dem Pädagogen in einem abgetrennten Zugabteil. Seine Erinnerungen stimmen mit der späteren Erklärung von Wolff überein, wie er sich vom absoluten Glauben an Hitler abgewandt habe und zur Erkenntnis gelangt sei, dass eine Weiterführung des Krieges gegen die Interessen des deutschen Volkes verstossen würde. Husmann übernahm am 19. März 1945 ein weiteres Mal eine wichtige Vermittlerrolle, und zwar an einem Treffen der Deutschen mit den alliierten Generälen Lemnitzer und Airey, die von ihrem Hauptquartier in Caserta nach Ascona entsandt worden waren, um über eine Kapitulation zu verhandeln.
In den folgenden Wochen zwischen März und April 1945, als die Alliierten eine massive Offensive gegen die deutschen Truppen starteten, die nach wie vor an Italien festhielten, sah sich die Operation Sunrise mit etlichen Bedrohungen und Rückschlägen konfrontiert. Dazu zählten die Gefahr, dass Himmler und Hitler Wind von den geheimen Besuchen Wolffs in der Schweiz bekämen, die wachsenden Spannungen zwischen den anglo-amerikanischen und den sowjetischen Alliierten und die heftigen Diskussionen zwischen Wolff und den für die Truppen in Norditalien zuständigen deutschen Generälen über die Niederlegung der Waffen. Als Dulles aus dem Hauptquartier der Alliierten den Befehl zum Abbruch der Operation erhielt, beschlossen Waibel und Husmann, in dieser schwierigen Situation auf Waibels Landgut in der Nähe von Luzern zusammen mit den deutschen Abgesandten auszuharren. Ihr Entschluss sollte sich auszahlen: Nur wenig später wurde Dulles’ Befehl zurückgezogen und die Unterzeichnung der Kapitulationserklärung in die Wege geleitet, die schliesslich am 29. April 1945 Tatsache wurde. Die Waffeniederlegung in Norditalien war die erste und einzige Kapitulation im Zweiten Weltkrieg, bevor am 1. Mai 1945 der Tod von Adolf Hitler verkündet wurde.
Waibel schrieb über Husmanns Beitrag zur Operation Sunrise:

„Niemand war berufener für eine solche Aufgabe als Dr. Husmann. Als hervorragender Pädagoge verfügt er nicht nur über eine seltene Fähigkeit, sich in die Psyche seiner Gesprächspartner einzufühlen, sondern darüber hinaus auch über eine außerordentliche Gewandtheit und Schlagfertigkeit im Debattieren. Ohne Übertreibung kann gesagt werden, daß die entscheidende geistige Beeinflussung der SS-Führer, die an den Unterhandlungen teilnahmen, fast ausschließlich Dr. Husmanns Verdienst war. Dieser Schweizer Pädagoge bewältigte seine Aufgabe mit einem geradezu erstaunlichen Erfolg. Ihm, dem Zivilisten, gelang es, höhere und höchste SS-Führer davon zu überzeugen, daß ihre Gedankenwelt und damit auch ihre Machtposition auf einem Trugschluß ruhten und für den Zusammenbruch reif waren.“

Nachdem die Operation Sunrise 1945 zunächst ein gewisses Aufsehen erregt hatte und in der Presse behandelt worden war, wurden Einzelheiten über diese Geheimverhandlungen von der Öffentlichkeit ferngehalten. Dies galt insbesondere für die Schweiz, wo es Husmann und Waibel aufgrund komplexer Überlegungen im Zusammenhang mit der Neutralitätspolitik und der Kriegswirtschaft verboten wurde, über die Operation zu sprechen oder zu schreiben. Waibels Bericht wurde erst 1981 veröffentlicht und war das erste Dokument, in dem Husmanns Rolle umfassend beschrieben wurde. Anlässlich des 60-Jahr-Jubiläums der Operation Sunrise im Jahr 2005 wurden die Bedeutung der Schweiz in diesen Verhandlungen und die Rollen von Waibel und Husmann von der Schweizer Regierung offiziell anerkannt.

## Husmann als Fürsprecher von Karl Wolff am Nürnberger Prozess
Am 12. Mai 1945 wurde Karl Wolff verhaftet und nach Nürnberg gebracht, wo er wegen seiner Beteiligung an den Gräueltaten der Nazis angeklagt werden sollte. Max Husmann sagte vor Gericht zugunsten von Wolff aus, ebenso wie die anderen Beteiligten der Operation Sunrise – Allen Dulles, Lyman Lemnitzer, Gero von Schulze-Gaevernitz und Terence Airey. Dulles und die übrigen Mitglieder des anglo-amerikanischen Teams dementierten zwar, dass während der Operation Absprachen mit Wolff getroffen worden waren; Wolff habe aber Mut und Entschlossenheit bewiesen, den Krieg zu einem Ende zu bringen, und verdiene deshalb Nachsicht. Demgegenüber hielt Husmann (ebenso wie Parrilli) daran fest, dass eine gewisse Immunität vor einer Strafverfolgung diskutiert und auch vereinbart worden war. In einem Brief vom August 1947, den Husmann auf Anfrage von Telford Taylor, dem führenden Vertreter der US-Anklagebehörde, verfasst hatte, bestätigte er diesbezügliche Versprechungen. Dulles habe allerdings wegen der heiklen politischen Lage nichts schriftlich festhalten können. Die Operation Sunrise habe zwar einen Pakt mit dem Teufel verlangt, aber die Vorzüge einer Kapitulation hätten Priorität gehabt. Forschungen haben unterdessen gezeigt, dass mit grosser Wahrscheinlichkeit Absprachen getroffen wurden und Personen, die sich für eine Kapitulation einsetzten, im Gegenzug Schutz bei Kriegsverbrecherprozessen versprochen wurde. Dies dürfte auch der Grund für das milde Urteil gewesen sein, das schliesslich gegen Karl Wolff gefällt wurde.

## Husmann als Pädagoge
Dokumente aus den 1920er- und 1930er-Jahren, die einen Einblick in die ersten Jahre des Instituts Montana geben, zeigen, dass Max Husmann bei der Gründung seiner Schule ganz besondere Vorstellungen bezüglich der Bildung und ihren Zielen hegte. Diese wurden in einem Vortrag zusammengefasst, den Husmanns Kollege Huldreich Sauerwein 1938 an einer Konferenz für Lehrpersonen am Harrow College hielt. Husmanns Vision zufolge würde ein internationales Internat, in dem Schüler aus aller Welt gemeinsam lernen, mithelfen, in den jungen Menschen Toleranz und Respekt vor andern Kulturen zu wecken und damit weitere Kriege zu verhindern. Der Fokus auf die Entwicklung der Denkfähigkeit würde zum Aufbau einer Generation beitragen, die widerstandsfähig wäre gegen Propaganda. Und schliesslich würde die Lehre von Pestalozzi, gemäss der jedem einzelnen Kind Aufmerksamkeit geschenkt werden muss, die Entwicklung einer rücksichtsvolleren, fürsorglicheren Gesellschaft unterstützen.